# Кеуашд
Кеуашд (рум. Căuașd) — село у повіті Біхор в Румунії. Входить до складу комуни Тулка.
Село розташоване на відстані 423 км на північний захід від Бухареста, 32 км на південь від Ораді, 135 км на захід від Клуж-Напоки, 123 км на північ від Тімішоари.

## Населення
За даними перепису населення 2002 року у селі проживали 498 осіб.
Національний склад населення села:
| Національність | Кількість осіб | Відсоток |
| -------------- | -------------- | -------- |
| румуни         | 410            | 82,3%    |
| цигани         | 83             | 16,7%    |

Рідною мовою назвали:
| Мова      | Кількість осіб | Відсоток |
| --------- | -------------- | -------- |
| румунська | 410            | 82,3%    |
| циганська | 82             | 16,5%    |